# Chamyla
Isochlora là một phân chi bướm đêm của chi Isochlora trong họ Noctuidae.

## Hình ảnh

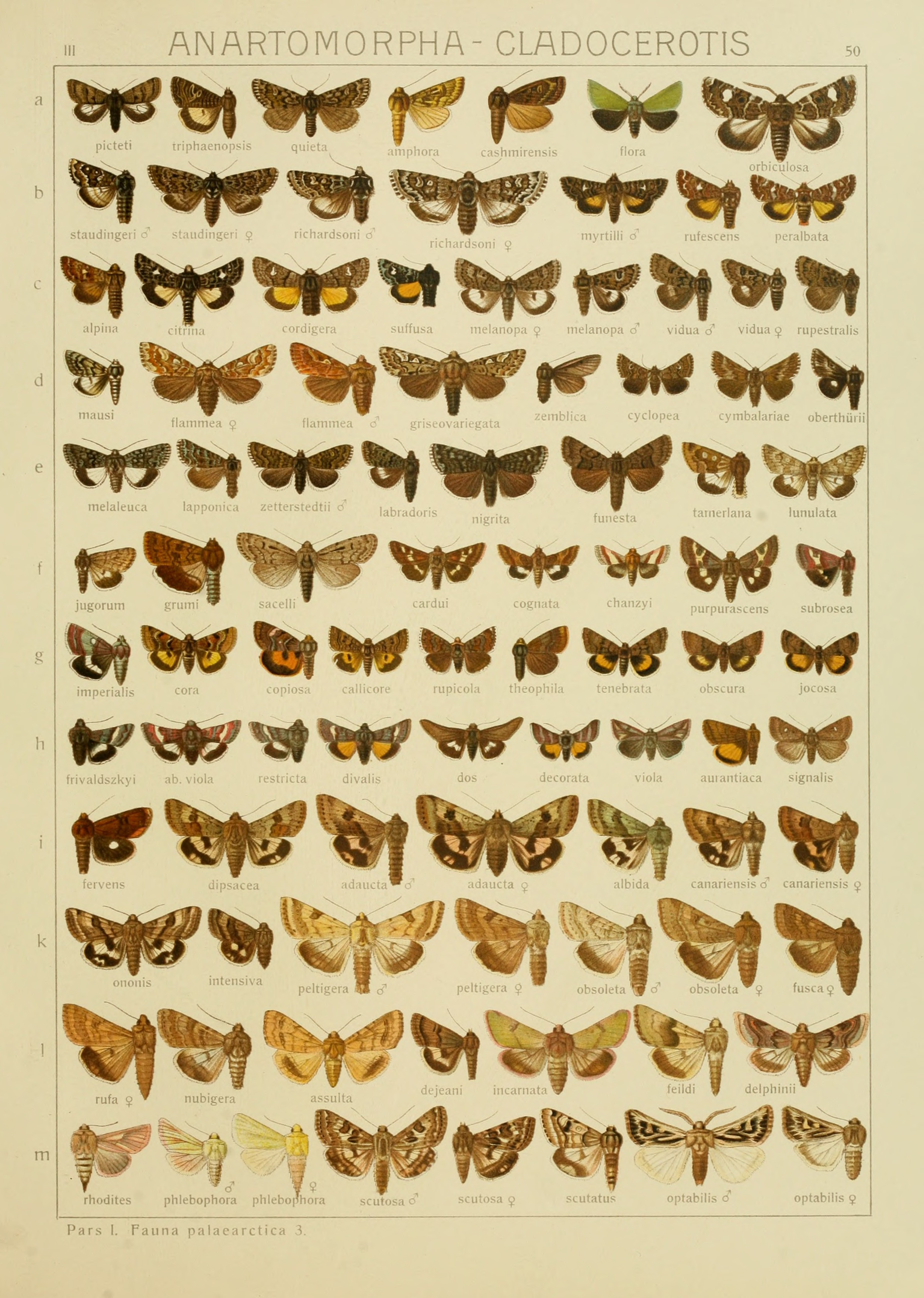